# 5897 Новотна
5897 Новотна (5897 Novotná) — астероїд головного поясу, відкритий 29 вересня 1984 року.
Тіссеранів параметр щодо Юпітера — 3,401.